# Arrenurus invaginatus
Arrenurus invaginatus är en kvalsterart som beskrevs av Lavers 1945. Arrenurus invaginatus ingår i släktet Arrenurus och familjen Arrenuridae. Inga underarter finns listade i Catalogue of Life.